# Alfonso del Corral
Alfonso del Corral de Salas (nacido el 11 de junio de 1956 en Madrid, Comunidad de Madrid) es un exjugador de baloncesto y médico español. Como jugador,ocupaba la posición de Escolta. Fue responsable de los servicios médicos del Real Madrid entre los años 1994-2009. Actualmente es el director de la Unidad de Traumatología, Ortopedia y Medicina Deportiva en el Hospital Ruber Internacional de Madrid.

## Trayectoria
Se forma en el Colegio Maravillas de los Hermanos de La Salle, y más tarde en el Vallehermoso, que funcionaba como una sección inferior del Real Madrid, después de estar dos años en el segundo equipo del Madrid, juega en varios equipos como el Inmobanco, Estudiantes, jugando una temporada histórica en el equipo colegial, logrando ser subcampeón de la liga junto con Vicente Gil, Charly López Rodríguez, Fernando Martín y Slab Jones. Luego jugaría en el OAR Ferrol, Caja Madrid, para volver a la casa blanca, donde jugaría dos años más en el Vallehermoso y 4 años en el primer equipo.

## Características como jugador
Alfonso destacaba por su tranquilidad y por su capacidad física. Sus armas sobre la cancha eran una tremenda fuerza física, una explosiva salida al contraataque y una gran agresividad en defensa.

## Palmarés
- 2 x Liga ACB:  (1985, 1986).
- Copa Korac: (1988).
- 2 x Copa del Rey: (1985, 1986).
- Subcampeón de la Copa de Europa con el Real Madrid en la temporada 1984-85.
- Subcampeón de liga con el Estudiantes temporada 1980-81.